# Червоноозерська сільська рада
Червоноозерська сільська́ ра́да — колишній орган місцевого самоврядування в Путивльському районі Сумської області. Адміністративний центр — село Червоне Озеро.

## Загальні відомості
- Населення ради: 525 осіб (станом на 2001 рік)

## Населені пункти
Сільській раді підпорядковані населені пункти:
- с. Червоне Озеро
- с. Жари
- с. Козлівка
- с. Чаплищі

## Склад ради
Рада складається з 12 депутатів та голови.
- Голова ради:
- Секретар ради: Вознюк Лада Федорівна

### Керівний склад попередніх скликань
| Прізвище, ім'я, по батькові | Основні відомості                                                                       | Дата обрання | Дата звільнення |
| --------------------------- | --------------------------------------------------------------------------------------- | ------------ | --------------- |
| Басанець Любов Миколаївна   | Сільський голова, 1957 року народження, освіта середня спеціальна, позапартійна         | 26.03.2006   | 31.10.2010      |
| Басанець Любов Миколаївна   | Сільський голова, 1957 року народження, освіта середня спеціальна, позапартійна         | 31.10.2010   | 18.03.2012      |
| Ларченко Євгенія Олексіївна | Сільський голова, 1959 року народження, освіта середня спеціальна, член Партії регіонів | 18.03.2012   | 29.12.2014      |

Примітка: таблиця складена за даними сайту Верховної Ради України